# Урочище «Чагарі»
Уро́чище «Чагарі́» — заповідне урочище місцевого значення, розташоване на території Сквирського району Київської області.

## Загальні відомості
Природоохоронний об'єкт створено рішенням № 739-32-V Київської обласної ради від 17 червня 2010 року. Він знаходиться в межах Сквирського лісництва державного підприємства «Білоцерківське лісове господарство», на території Антонівської сільської ради.

## Опис
Урочище є залісненою балкою, схили та прилегла частина якої вкриті порослевим грабняком. В трав'яному покриві переважають
типові неморальні види, в балці переважають грабово-яглицеві угруповання. Добре виявлене флористичне ядро неморальних видів, таких як зірочник лісовий, копитняк, медунка темна, купина багатоквіткова, жовтець кашубський, осока лісова, чина весняна. У балці також виявлено велику популяцію лілії лісової, занесеної до Червоної книги України.
Із фауністичних знахідок слід зазначити наявність борсукового «містечка».

## Галерея

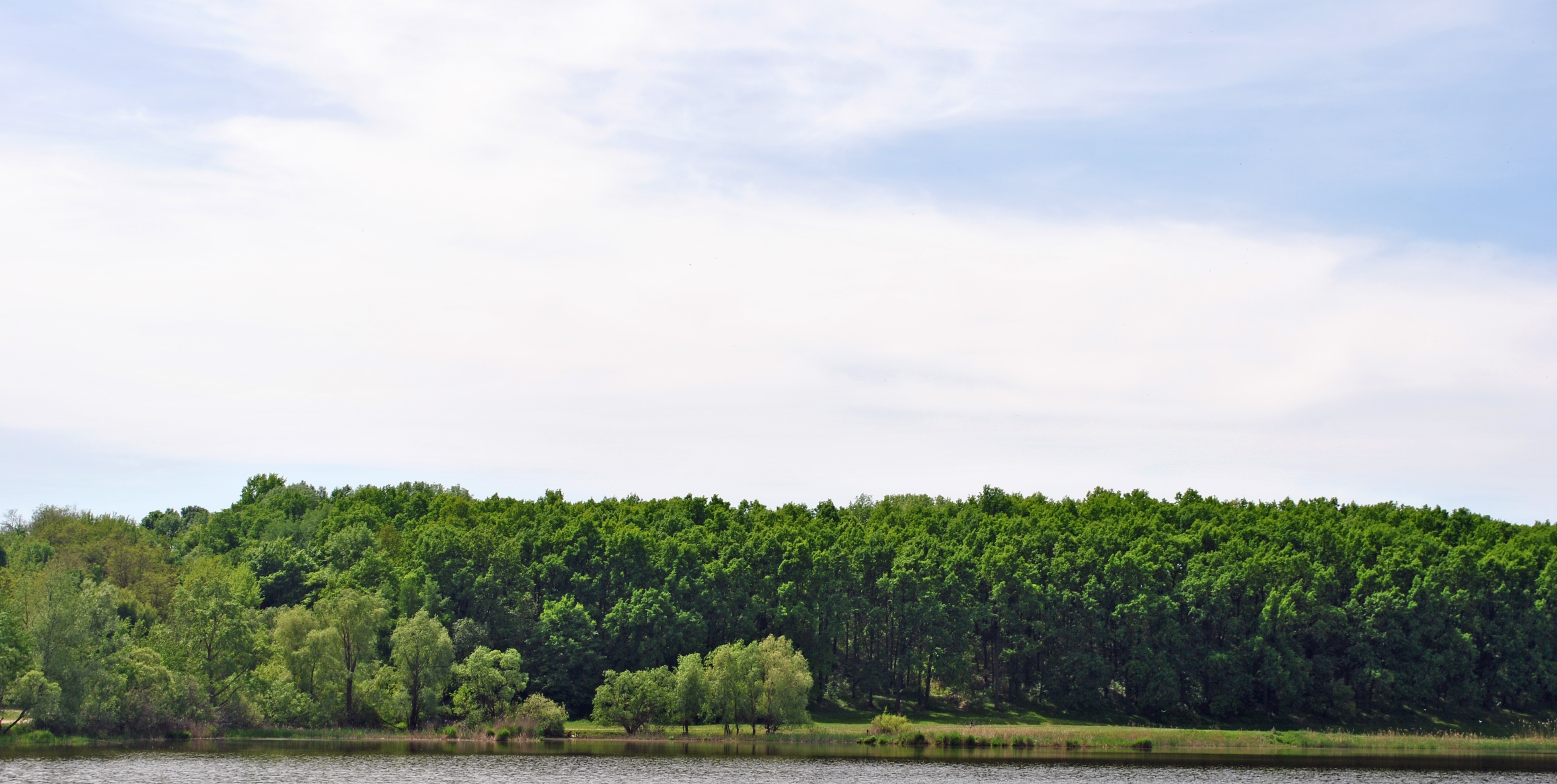
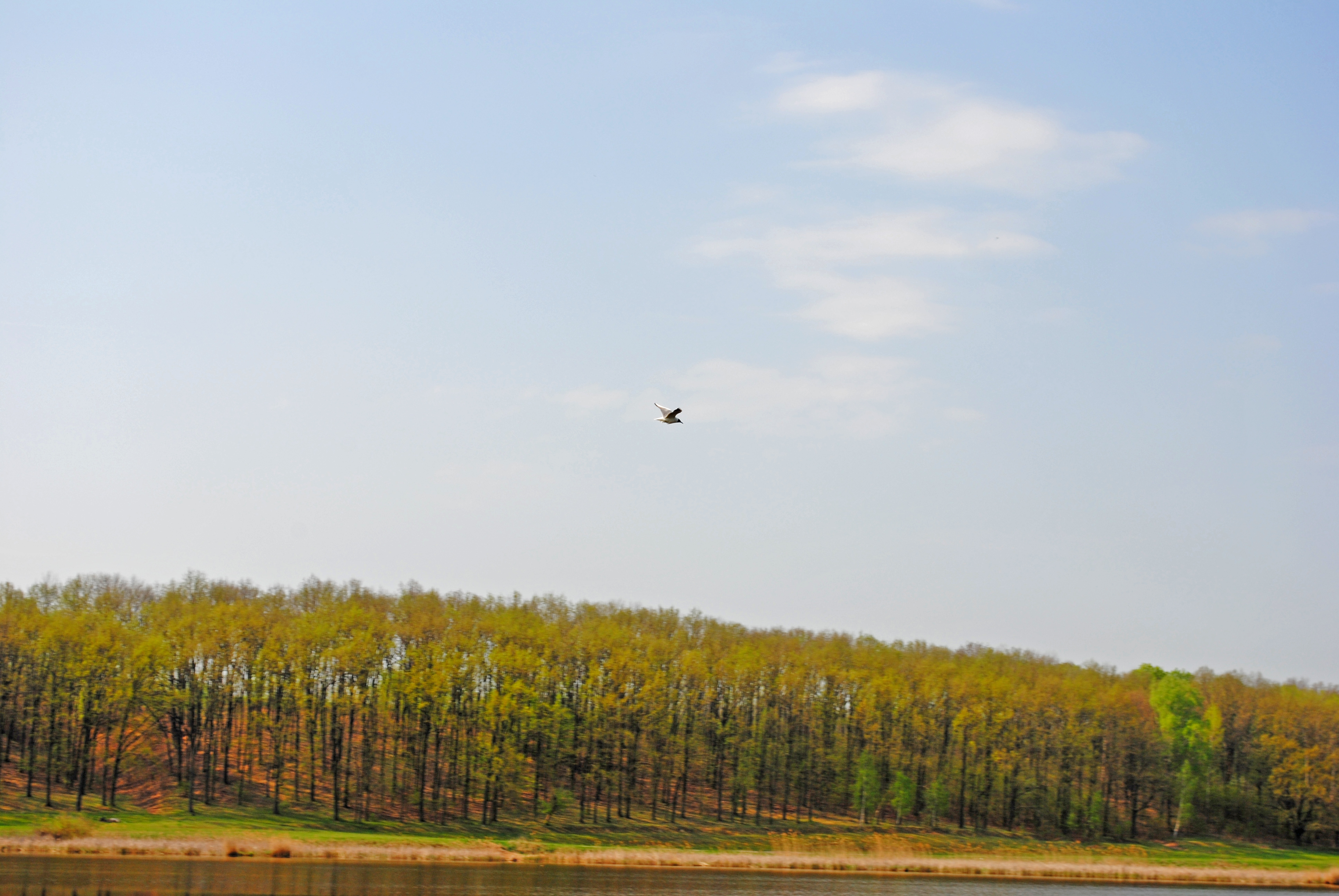